# 보이노 수용소
보이노 수용소는 1993년 6월부터 1994년 3월까지 크로아티아 방위평의회(HVO)가 모스타르 시의 수만 명의 보슈냐크인을 구금하기 위해 설치한 수용소였다. 수용소에 갇힌 보슈냐크인들은 살해, 학대, 강간, 구금, 살인의 대상이 되었다.

## 수용소
보이노 수용소의 환경은 열악하고 비위생적이었으며, 과밀한 인원, 불충분한 음식과 물, 열악한 환기, 부족한 침구류, 부적절한 위생 시설을 갖추고 있었다.
HVO는 보이노 수용소에 구금된 보슈냐크 남성들을 매일 신체적, 정신적으로 학대했다. 헤르체그보스니아/HVO군은 보이노 수용소에 구금되어 있는 동안 최소 13명의 보슈냐크 남성을 살해했으며 다른 많은 사람들에게 부상을 입혔다. HVO군은 주먹, 발, 고무 봉, 다양한 목제 물체로 보슈냐크 남성들을 일상적으로 구타했다. 보슈냐크 남성은 전기 충격을 받았고, 종종 서로를 때리도록 강요받았으며 그 외 다른 학대와 굴욕을 겪었다. 보슈냐크 구금자는 다른 구금자들의 즉결 처형을 목격하도록 강요받았다. 구금자들은 종종 보스니아 헤르체고비나 공화국군(ABiH)의 군사적 성공에 대한 보복으로 특히 심각한 학대를 겪었다.
보이노 수용소에 구금된 보슈냐크 남성은 헬리오드롬(종종 7일 로테이션으로 보이노 수용소로 보내지기도 했다)에 구금된 보슈냐크 남성들과 함께 보이노 지역에서 무자유 노동에 동원되었다. 무자유 노동에는 군사 요새 건설, 참호 파기, HVO 군인에게 탄약 운반, 사망하거나 부상당한 HVO 군인 수습 등이 포함되었으며, 이는 종종 대치선과 전투 상황 속에서 이루어졌다. 이러한 노동에 동원된 보슈냐크 남성들은 정기적으로 박격포, 저격수 및 기타 소화기 사격에 노출되었으며, 최소 39명의 보슈냐크 남성이 사망하거나 부상당했다.
HVO는 1993년 6월부터 12월까지 약 50명의 보슈냐크 민간인 여성 및 소녀(어린 자녀들과 함께)를 보이노 수용소에 구금했다. 보슈냐크 여성들과 다른 사람들은 HVO가 그들의 신분을 파악하거나 군사 구금자와 민간인을 구별하려는 어떠한 진정하거나 선의적인 노력 없이 억류되었다. HVO는 또한 민간인의 석방이나 안전한 장소로의 이송을 제공하지 않았다.
HVO 병사들은 보이노 수용소에 구금된 약 50명의 보슈냐크 민간인 여성 및 소녀를 반복적으로 강간하고 성적으로 학대했다. 이러한 성적 학대 사례는 종종 구타나 불응 시 여성의 자녀가 살해될 것이라는 위협이 선행되거나 동반되었다.
보이노 수용소에 구금된 보슈냐크 어린이들은 정기적으로 잔인한 대우, 굶주림, 어머니와의 분리에 노출되었으며, 이는 헤르체그보스니아/HVO의 박해와 민족 청소의 일부 어린 희생자들에게 신체적 고통과 심적외상을 야기했다.

## 최근 상황
마르코 라디치(Marko Radić), 드라간 슈니치(Dragan Šunjić), 다미르 브레칼로(Damir Brekalo), 미르코 브라체비치(Mirko Vračević)는 크로아티아 방위평의회 일원으로 구금된 보슈냐크인들에 대한 살해, 학대, 강간, 구금, 살인에 가담한 혐의로 유죄 판결을 받았다. 보스니아 지방법원은 마르코 라디치에게 징역 25년, 드라간 슈니치에게 21년, 다미르 브레칼로에게 20년, 미르코 브라체비치에게 14년을 선고했다. 이들의 형량은 2심에서 각각 21년, 16년, 20년, 12년으로 감경되었다.
가장 고위급 생존 지도자인 야드란코 프를리치, 브루노 스토이치, 슬로보단 프랄랴크, 밀리보이 페트코비치, 발렌틴 초리치, 베리슬라브 푸시치는 인도에 반한 죄, 제네바 협약의 중대한 위반, 전쟁법 위반 혐의로 기소되었다.

## 같이 보기
- 드레텔 수용소
- 가벨라 수용소
- 헬리오드롬 수용소
- 케라테름 수용소
- 만야차 수용소
- 무살라 수용소
- 오마르스카 수용소
- 트르노폴레 수용소
- 우잠니차 수용소
- 빌리나 블라스

### 구 유고슬라비아 국제형사재판소 자료
- “Prlic et al. Initial Indictment”. 《ICTY.org》. International Criminal Tribunal for the former Yugoslavia. 2004년 3월 2일.
- “View from the Hague: They Allegedly Carried Out the Ethnic Cleansing Plan” (PDF). 《ICTY.org》. ICTY Outreach Programme. 2004년 4월 7일.

### 뉴스
- “Radic et al: Prosecution Asks for Longer Prison Sentences”. 《Justice Report》. 2011년 2월 16일.
- “Radic et al: 69 Years for Crimes Committed in Vojno”. 《Justice Report》. 2011년 3월 10일.